# Lloyd Alexander
Lloyd Chudley Alexander (30 tháng 1 năm 1924 - 17 tháng 5 năm 2007) là tác giả của hơn 40 cuốn sách, phần lớn là tiểu thuyết viễn tưởng cho trẻ em và thiếu niên cũng như một vài cuốn sách cho người lớn. Đóng góp lớn nhất của ông cho văn học thiếu niên là bộ truyện viễn tưởng Biên niên sử Prydain (The Chronicles of Prydain). Hai tập đầu của sách này đã được hãng phim Walt Disney dựng thành bộ phim hoạt hình Vạc dầu đen (The Chronicles of Prydain).
Tập truyện The High King của bộ truyện Biên niên sử Prydain đã giành được giải thưởng Newbery Medal năm 1969. Một vài cuốn sách khác của Alexander cũng đã giành được giải thưởng sách quốc gia và giải thưởng sách Hoa Kỳ.

## Các tác phẩm

### The Chronicles of Prydain(Biên niên sử Prydain)
- The Book of Three (Sách về bộ ba) (1964)
- The Black Cauldron (Vạc dầu đen) (1965) - Winner of the 1966 Newbery Honor
- The Castle of Llyr (Lâu đài Llyr)(1966)
- Taran Wanderer (Taran, người lang thang) (1967)
- The High King (Đức thượng hoàng) (1968) - giành giải Newbery Medal,1969
- The Foundling and Other Tales from Prydain (1970)

### The Westmark Trilogy
- Westmark (1981)
- The Kestrel (1982)
- The Beggar Queen (1984)

### The Vesper Holly series
- The Illyrian Adventure (1986)
- The El Dorado Adventure (1987)
- The Drackenberg Adventure (1988)
- The Jedera Adventure (1989)
- The Philadelphia Adventure (1990)
- The Xanadu Adventure (2005)

### Khác
- And Let the Credit Go (1955) (first published book)
- My Five Tigers (1956)
- August Bondi: Border Hawk (1958)
- Aaron Lopez: The Flagship Hope (1960)
- Fifty Years in the Doghouse (1963)
- Time Cat: The Remarkable Journeys of Jason And Gareth (1963)
- The Truthful Harp (1967)
- The Marvelous Misadventures of Sebastian (1970)
- The King's Fountain (1971)
- The Four Donkeys (1972)
- The Cat Who Wished to Be a Man (1973)
- The Wizard in the Tree (1974)
- The First Two Lives of Lukas-Kasha (1978)
- The Remarkable Journey of Prince Jen (1991)
- The Fortune-Tellers (1992)
- The Arkadians (1995)
- The House Gobbaleen (1995)
- The Iron Ring (1997)
- Gypsy Rizka (1999)
- How the Cat Swallowed Thunder (2000)
- The Gawgon and the Boy (2001) [released in the UK as "The Fantastical Adventures of the Invisible Boy"]
- The Rope Trick (2002)
- Dream-of-Jade: The Emperor's Cat (2005)
- The Golden Dream of Carlo Chuchio (2007)